# Чамча
Чамча (рос. Чамча) — селище у Ленському улусі Республіки Сахи Російської Федерації.
Населення становить 305  осіб. Орган місцевого самоврядування — Орто-Нахаринський наслег.

## Історія
Згідно із законом від 30 листопада 2004 року органом місцевого самоврядування є Орто-Нахаринський наслег.

## Населення
| 2002 | 2010 |
| ---- | ---- |
| 355  | ↘305 |